# Dercitus japonensis
Dercitus japonensis is een spons in de taxonomische indeling van de gewone sponzen (Demospongiae). De wetenschappelijke naam van de soort werd in 2010 gepubliceerd door Rob van Soest, Beglinger & De Voogd.